# 1988 w muzyce
Wydarzenia muzyczne w 1988 roku.

## Wydarzenia
- 4 grudnia – Roy Orbison daje ostatni koncert mający miejsce w Akron w Ohio.
- 18 czerwca – Koncert zespołu Depeche Mode uwieńczający trasę Music for the Masses Tour, który miał miejsce w Pasadenie w Kalifornii.
- Powstaje zespół Mudhoney, założony przez muzyków z Seattle.
- Powstaje zespół Szczerbiec, założony w Ustroniu, grający muzykę oi! skinhead i Rock Against Communism

## Urodzili się
- 5 stycznia – Pauline Vasseur, francuska piosenkarka, autorka tekstów i kompozytorka
- 7 stycznia – Hardwell, właśc. Robbert van de Corput, holenderski DJ i producent muzyczny
- 11 stycznia – LunchMoney Lewis, amerykański raper, autor tekstów i producent muzyczny
- 13 stycznia – Joanna Lazer z domu Czarnecka, polska piosenkarka, wokalistka zespołu Red Lips
- 15 stycznia
  - Charlotte Sometimes, amerykańska piosenkarka i autorka tekstów
  - Skrillex, właśc. Sonny John Moore, amerykański DJ i producent muzyczny
- 17 stycznia – Paula Marciniak, polska modelka, aktorka, prezenterka telewizyjna, piosenkarka i autorka tekstów
- 18 stycznia
  - Karolina Skrzyńska, polska piosenkarka i autorka tekstów
  - Tujamo, niemiecki DJ i producent muzyczny
- 19 stycznia
  - Aleksiej Worobjow, rosyjski aktor, kaskader i piosenkarz
  - Lindsey Webster, amerykańska piosenkarka
- 22 stycznia – CLMD, norweski DJ, producent muzyczny i autor tekstów
- 24 stycznia – Jade Ewen, brytyjska wokalistka związana z Sugababes
- 29 stycznia – Jessica Iskandar, indonezyjska aktorka, modelka, piosenkarka i prezenterka telewizyjna
- 3 lutego – Chantelle Paige, amerykańska piosenkarka, autorka tekstów, aktorka i blogerka, była wokalistka zespołu Flipsyde
- 7 lutego – Monika Brodka, polska piosenkarka
- 8 lutego – Albin Lee Meldau, szwedzki piosenkarz i autor tekstów
- 12 lutego – Mike Posner, amerykański piosenkarz i producent muzyczny
- 13 lutego – Aston Merrygold, brytyjski piosenkarz, autor tekstów, tancerz i prezenter telewizyjny
- 14 lutego – Quentin Mosimann, szwajcarski DJ i producent muzyczny
- 17 lutego – Alex Vargas, duński piosenkarz, autor tekstów i producent muzyczny
- 20 lutego – Rihanna, właśc. Robyn Rihanna Fenty, barbadoska piosenkarka R&B i aktorka
- 24 lutego – Maria Sławek, polska skrzypaczka, solistka i kameralistka, dr hab. sztuk muzycznych
- 25 lutego
  - Claudia Faniello, maltańska piosenkarka
  - Olexesh, niemiecki raper ukraińskiego pochodzenia
- 28 lutego – Markéta Irglová, czeska tekściarka, aktorka i piosenkarka
- 29 lutego – Marko Marković, serbski muzyk, grający na trąbce i skrzydłówce
- 2 marca – James Arthur, brytyjski piosenkarz
- 5 marca – Sebastian Plewiński, polski wokalista, muzyk, kompozytor i producent muzyczny
- 6 marca – Agnes Carlsson, szwedzka piosenkarka
- 7 marca – Tristan D, brytyjski DJ i producent muzyczny
- 8 marca – Benny Blanco, amerykański DJ, producent muzyczny, autor tekstów i multiinstrumentalista
- 12 marca – Eleanor „Elly” Jackon, brytyjska piosenkarka i autorka tekstów, wokalistka zespołu La Roux
- 15 marca – Lil Dicky, amerykański raper i komik
- 17 marca
  - Patricia Kazadi, polska aktorka, piosenkarka, kompozytorka, autorka tekstów i prezenterka telewizyjna
  - Grimes, właśc. Claire Boucher, kanadyjska piosenkarka, autorka tekstów, producentka muzyczna i reżyserka teledysków
  - Renzo Rubino, włoski piosenkarz
- 18 marca – Anna Józefina Lubieniecka, polska piosenkarka, wokalistka zespołu Varius Manx
- 24 marca – Fat Tony, nigeryjsko-amerykański raper
- 25 marca – Ryan Lewis, amerykański raper i producent muzyczny
- 27 marca
  - Jessie J, właśc. Jessica Ellen Cornish, brytyjska piosenkarka, autorka tekstów i aktorka
  - Brenda Song, amerykańska aktorka i piosenkarka
- 29 marca – Piotr Sołoducha, polski piosenkarz, akordeonista i muzyk zespołu Enej
- 31 marca – Conrad Sewell, australijski piosenkarz i autor tekstów
- 2 kwietnia – Olivia Anna Livki, niemiecka piosenkarka, autorka tekstów, kompozytorka, basistka, producentka muzyczna, aranżer i reżyserka polskiego pochodzenia
- 3 kwietnia – Aleksandra Jabłonka, polska piosenkarka
- 11 kwietnia – Dawit Nega, etiopski piosenkarz i muzyk (zm. 2022)
- 12 kwietnia – Maja Koman, polska piosenkarka i autorka tekstów
- 15 kwietnia – Eliza Doolittle, brytyjska piosenkarka
- 19 kwietnia
  - Alfie Arcuri, australijski piosenkarz i autor tekstów
  - Jay Santos, kolumbijski piosenkarz
  - Simi, nigeryjska piosenkarka, autorka tekstów i aktorka
- 21 kwietnia – Mia Permanto, fińska piosenkarka (zm. 2008)
- 23 kwietnia – Wojciech Fudala, polski wiolonczelista, pedagog, muzyk zespołu Polish Cello Quartet
- 24 kwietnia – Rafał Szatan, polski aktor i piosenkarz
- 25 kwietnia – Sara Paxton, amerykańska aktorka i piosenkarka
- 26 kwietnia
  - Erik Hassle, szwedzki piosenkarz pop, autor tekstów
  - Kaz Bałagane, polski raper, autor tekstów i producent muzyczny
- 27 kwietnia
  - Agnieszka Dyk, polska wokalistka zespołu Brathanki
  - Lizzo, właśc. Melissa Viviane Jefferson, amerykańska piosenkarka, autorka tekstów, raperka i aktorka
- 28 kwietnia – Marcin Niewęgłowski, polski gitarzysta, wokalista, kompozytor
- 3 maja – David Lafuente, hiszpański piosenkarz, członek zespołu Auryn
- 5 maja
  - Skye Sweetnam, kanadyjska piosenkarka
  - Adele, angielska wokalistka
- 11 maja – Ace Hood, amerykański raper
- 14 maja – Nadine Sierra, amerykańska śpiewaczka operowa (sopran)
- 19 maja – Anyma, włosko-amerykański DJ i producent muzyczny
- 25 maja – Sławomir Kowalewski, polski śpiewak operowy (baryton)
- 28 maja
  - Meisa Kuroki, japońska aktorka, piosenkarka i modelka
  - Ufo361, niemiecki raper tureckiego pochodzenia
- 29 maja – Daria Kinzer, chorwacka piosenkarka niemieckiego pochodzenia
- 5 czerwca – Fallon King, amerykańska piosenkarka, członki zespołu Cherish
- 6 czerwca – Marija Alochina, rosyjska piosenkarka i aktywistka polityczna, członkini zespołu Pussy Riot
- 7 czerwca – Ida Bois, fińska piosenkarka, autorka tekstów i liryk
- 10 czerwca – Monika Lewczuk. polska piosenkarka, autorka tekstów, kompozytorka i była modelka
- 14 czerwca – Kevin McHale, amerykański aktor i piosenkarz
- 16 czerwca
  - Banks, amerykańska piosenkarka i autorka tekstów
  - Keisha Chanté, kanadyjska piosenkarka, autorka tekstów i prezenterka telewizyjna
- 17 czerwca – Aline Frazão, angolska piosenkarka i autorka tekstów
- 21 czerwca – Slim 400, amerykański raper (zm. 2021)
- 23 czerwca
  - Jasmine Kara, szwedzka piosenkarka i autorka tekstów
  - Anders Nilson, norweski piosenkarz, autor tekstów i komik
- 29 czerwca – Gzuz, właśc. Kristoffer Jonas Klauß, niemiecki raper
- 1 lipca – Joanna Słowińska, polska pieśniarka (biały śpiew) i skrzypaczka
- 4 lipca – Kaen, właśc. Dawid Henryk Starejki, polski raper i kick-bokser
- 6 lipca – Katy Tiz, brytyjska piosenkarka i autorka tekstów
- 12 lipca
  - Natalie La Rose, holenderska piosenkarka i tancerka
  - Melissa O’Neil, kanadyjska piosenkarka i muzyk
- 15 lipca – James Hersey, amerykańsko-austriacki piosenkarz
- 18 lipca – Josh Dun, amerykański perkusista zespołu Twenty One Pilots
- 19 lipca – Popcaan, jamajski piosenkarz
- 20 lipca – Julianne Hough, amerykańska tancerka, choreografka, piosenkarka country, aktorka
- 28 lipca – Kanon Wakeshima, japońska piosenkarka i wiolonczelistka
- 1 sierpnia – Olia Tira, mołdawska piosenkarka
- 4 sierpnia – Tom Parker, angielski piosenkarz, znany z boysbandu The Wanted (zm. 2022)
- 7 sierpnia – Christoph Watrin, członek boysbandu US5
- 10 sierpnia – Kateryna Pawłenko, ukraińska piosenkarka, kompozytorka i folklorystka, wokalistka zespołu Go A
- 11 sierpnia – Kwesta, południowoafrykański raper i autor tekstów
- 13 sierpnia – MØ, właśc. Karen Marie Ørsted, duńska piosenkarka i autorka tekstów
- 17 sierpnia – Joyner Lucas, amerykański raper, poeta, piosenkarz i autor tekstów
- 18 sierpnia – G-Dragon, właśc. Kwon Ji-yong, południowokoreański raper, piosenkarz, tekściarz, producent muzyczny i ikona mody
- 19 sierpnia
  - Cristina Scuccia, włoska zakonnica urszulanek i piosenkarka
  - Hoodie Allen, amerykański raper
- 21 sierpnia
  - Lukas Meijer, szwedzki piosenkarz, autor tekstów i fotograf
  - Kacey Musgraves, amerykańska piosenkarka wykonująca muzykę z pogranicza country i popu
- 22 sierpnia – Minelli, rumuńska piosenkarka i autorka tekstów
- 23 sierpnia
  - Aleksander Dębicz, polski pianista i kompozytor muzyki teatralnej i filmowej
  - Alice Glass, kanadyjska piosenkarka i autorka tekstów
- 25 sierpnia – Alexandra Burke, brytyjska piosenkarka i autorka tekstów
- 30 sierpnia – Laura Põldvere, estońska piosenkarka
- 31 sierpnia – Megan McCauley, amerykańska pop-rockowa piosenkarka i autorka tekstów
- 1 września – Martina Bárta, czeska piosenkarka i muzyk
- 4 września – Shy Carter, amerykański piosenkarz, autor tekstów i producent muzyczny
- 6 września – Max George, brytyjski piosenkarz, członek zespołu The Wanted
- 7 września – Shindy, niemiecki raper i producent muzyczny
- 8 września – Gustav Schafer, perkusista zespołu Tokio Hotel
- 11 września – Mattias Kolstrup, duński wokalista zespołu Dúné
- 13 września – Lukas Graham Forchhammer, duński piosenkarz, aktor i muzyk zespołu Lukas Graham
- 14 września
  - Georgina Tarasiuk, polska piosenkarka
  - Leonore Bartsch, niemiecka piosenkarka i autorka tekstów, członkini zespołu Queensberry
  - Muni Long, właśc. Priscilla Renea Hamilton, amerykańska piosenkarka i autorka tekstów
- 15 września – Chelsea Kane, amerykańska aktorka i piosenkarka
- 24 września – Birgit Õigemeel, estońska piosenkarka
- 26 września – Wiktor Kociuban, polski dyrygent, wiolonczelista i kompozytor
- 27 września – Alma, francuska piosenkarka
- 2 października – Andreas Moe, szwedzki piosenkarz, autor tekstów, producent muzyczny i multiinstrumentalista
- 3 października
  - ASAP Rocky, amerykański raper
  - Max Giesinger, niemiecki piosenkarz i autor tekstów
- 4 października
  - Melissa Benoist, amerykańska aktorka i piosenkarka
  - Gruby Mielzky, polski raper
- 5 października – Bahar Kizil, wokalistka zespołu Monrose
- 6 października – KSHMR, indyjsko-amerykański DJ i producent muzyczny
- 7 października – Friðrik Dór, islandzki piosenkarz i autor tekstów
- 10 października – Jodie Devos, belgijska śpiewaczka operowa (sopran koloraturowy) (zm. 2024)
- 12 października
  - 2sty, polski raper i producent muzyczny
  - Calum Scott, brytyjski piosenkarz i autor tekstów
- 17 października – Dami Im, koreańsko-australijska piosenkarka i autorka tekstów piosenek
- 20 października – ASAP Ferg, amerykański raper
- 28 października
  - Josef Salvat, australijski piosenkarz i autor tekstów
  - Jamie xx, brytyjski DJ, producent muzyczny, klawiszowiec, muzyk zespołu The xx
- 6 listopada – Conchita Wurst, austriacka piosenkarka pop i R&B; zwyciężczyni Konkursu Piosenki Eurowizji 2014
- 7 listopada – Tinie Tempah, brytyjski raper
- 8 listopada – Daniel Grunenberg, niemiecki piosenkarz, klawiszowiec i muzyk zespołu Glasperlenspiel
- 15 listopada – B.o.B, amerykański raper
- 16 listopada
  - Siva Kaneswaran, brytyjski piosenkarz, członek zespołu The Wanted
  - Sampha, brytyjski piosenkarz, autor tekstów i producent muzyczny
- 22 listopada – Magdalena Narożna, polska piosenkarka i osobowość telewizyjna, członkini zespołu Piękni i Młodzi
- 24 listopada – Maciej Frąckiewicz, polski akordeonista
- 25 listopada – Victoria Hart, amerykańsko-brytyjska piosenkarka jazzowa
- 28 listopada – Maks Korż, białoruski piosenkarz, tekściarz oraz raper
- 1 grudnia
  - Tyler Joseph, amerykański piosenkarz, raper, autor tekstów i muzyk zespołu Twenty One Pilots
  - Zoë Kravitz, amerykańska aktorka, piosenkarka i modelka
- 3 grudnia – Cayce Clayton, amerykański piosenkarz, były członek zespołu US5
- 6 grudnia – Sandra Nurmsalu, estońska piosenkarka i skrzypaczka
- 14 grudnia – Vanessa Hudgens, amerykańska piosenkarka i aktorka
- 16 grudnia – Park Seo-joon, południowokoreański aktor i piosenkarz
- 17 grudnia – Buka, polski raper
- 18 grudnia – Lyrica Anderson, amerykańska piosenkarka i autorka tekstów
- 24 grudnia – Nura, niemiecka raperka, autorka tekstów i aktorka
- 25 grudnia – Marco Mengoni, włoski piosenkarz
- 27 grudnia – Hayley Williams, amerykańska piosenkarka i autorka tekstów, wokalistka zespołu Paramore
- 28 grudnia – Sigrid Bernson, szwedzka piosenkarka i tancerka
- 30 grudnia – Leon Jackson, brytyjski piosenkarz

## Zmarli
- 12 stycznia – Zofia Adamska, polska wiolonczelistka, pedagog (ur. 1903)
- 20 stycznia – Jewgienij Mrawinski, rosyjski dyrygent (ur. 1903)
- 31 stycznia – Nikołaj Budaszkin, radziecki kompozytor muzyki poważnej i filmowej (ur. 1910)
- 3 lutego – Radamés Gnattali, brazylijski kompozytor, dyrygent i pianista (ur. 1906)
- 14 lutego – Frederick Loewe, amerykański kompozytor muzyki rozrywkowej pochodzenia austriackiego (ur. 1901)
- 3 marca – Henryk Szeryng, polski skrzypek mieszkający na stałe w Meksyku (ur. 1918)
- 6 marca – Konstantin Iliew, bułgarski dyrygent i kompozytor (ur. 1924)
- 10 marca – Andy Gibb, urodzony w Anglii australijski piosenkarz (ur. 1958)
- 12 marca – Marian Wallek-Walewski, polski dyrygent, krytyk muzyczny i teoretyk muzyki (ur. 1934)
- 20 marca – Gil Evans, amerykański muzyk jazzowy (ur. 1912)
- 30 marca – Taneli Kuusisto, fiński kompozytor, dyrygent i pedagog (ur. 1905)
- 5 kwietnia – Alan Shorter, amerykański trębacz freejazzowy (ur. 1932)
- 7 kwietnia – Cesar Bresgen, austriacki kompozytor (ur. 1913)
- 14 kwietnia – Waleria Żarnoch, polska śpiewaczka ludowa, poetka, gawędziarka (ur. 1908)
- 19 kwietnia – Jonasz Kofta, polski poeta, dramaturg, satyryk i piosenkarz (ur. 1942)
- 20 kwietnia – Stefania Allinówna, polska pianistka i pedagog pochodzenia czesko-hiszpańskiego (ur. 1895)
- 30 kwietnia – Wacław Geiger, polski muzyk, kompozytor i pedagog (ur. 1907)
- 13 maja – Chet Baker, amerykański trębacz jazzowy (ur. 1929)
- 14 maja – Mieczysław Michalski, polski kompozytor, dyrygent, nauczyciel muzyki i działacz kulturalny (ur. 1924)
- 12 czerwca – Marcel Poot, belgijski kompozytor (ur. 1901)
- 15 czerwca – Henryk Guzek, polski aktor operetkowy (bas-baryton) (ur. 1922)
- 25 czerwca – Hillel Slovak, amerykański muzyk pochodzenia izraelskiego, pierwszy gitarzysta zespołu Red Hot Chili Peppers (ur. 1962)
- 27 czerwca – Dżon Ter-Tatewosjan, ormiański kompozytor (ur. 1926)
- 4 lipca – Wacław Domieniecki, polski śpiewak (tenor), solista operowy (ur. 1910)
- 12 lipca – Michael Jary, niemiecki kompozytor (ur. 1906)
- 17 lipca – Jack Lesmana, indonezyjski muzyk jazzowy (ur. 1930)
- 18 lipca – Joly Braga Santos, portugalski kompozytor i dyrygent (ur. 1924)
- 20 lipca – Richard Holm, niemiecki śpiewak operowy (tenor) (ur. 1912)
- 21 lipca – Stanisława Zawadzka, polska sopranistka i piosenkarka (ur. 1890)
- 31 lipca – André Navarra, francuski wiolonczelista (ur. 1911)
- 9 sierpnia – Giacinto Scelsi, włoski kompozytor i poeta (ur. 1905)
- 30 sierpnia – Wanda Wermińska, polska śpiewaczka operowa (mezzosopran, sopran dramatyczny) (ur. 1900)
- 17 września – Hilde Güden, austriacka śpiewaczka operowa (sopran) (ur. 1917)
- 21 września – Tadeusz Miazga, polski duchowny katolicki, kompozytor, muzykolog, wykładowca akademicki i pedagog, dyrygent chóralny (ur. 1906)
- 8 października – Ernst Hermann Meyer, niemiecki kompozytor i muzykolog (ur. 1905)
- 15 października – Kaikhosru Shapurji Sorabji, brytyjski kompozytor, krytyk muzyczny, pianista i pisarz (ur. 1892)
- 23 października – Stefan Turczak, ukraiński dyrygent, Ludowy Artysta ZSRR (ur. 1938)
- 12 listopada – Tomasz Sikorski, polski kompozytor i pianista (ur. 1939)
- 13 listopada
  - Antal Doráti, węgiersko-amerykański dyrygent i kompozytor (ur. 1906)
  - Jaromír Vejvoda, czeski kompozytor i muzyk (ur. 1902)
- 18 listopada – Józef Korolkiewicz, polski malarz, śpiewak i lekkoatleta (ur. 1902)
- 24 listopada – Irmgard Seefried, niemiecka śpiewaczka operowa (sopran) (ur. 1919)
- 6 grudnia – Roy Orbison, amerykański piosenkarz (ur. 1936)
- 13 grudnia – Michał Wiłkomirski, polski skrzypek (ur. 1902)
- 25 grudnia – Jewgienij Gołubiew, rosyjski i radziecki kompozytor (ur. 1910)

## Albumy

### polskie
- International Blues Family – After Blues! – After Blues
- Armia – Armia
- Sunrise Sunset – Grażyna Auguścik
- Nagie skały – Bajm
- Bezdomne Psy – Bezdomne Psy
- Ratujmy co się da!! – Budka Suflera
- American Tour – Budka Suflera
- Pralnia – Krzysztof Daukszewicz
- 1987 – Deuter
- Lunatycy – czyli tzw. przeboje całkiem Live – Dżem
- When I Die – Fotoness
- Wschodnia wioska – Martyna Jakubowicz
- Królowa ciszy – Jan Bo
- Oddech wymarłych światów – Kat
- Mordoplan – Klaus Mit Foch
- Jak lodu bryła – Klincz
- Pod prąd – KSU
- Spokojnie – Kult
- Tacy sami – Lady Pank
- Live – Maanam
- Numero Uno – Tadeusz Nalepa, Dżem
- Tak! Tak! – Obywatel G.C.
- Jak ten czas leci – Jerzy Połomski
- Bela Pupa – Püdelsi, Kora
- Równowaga strachu – Recydywa
- Stańcie przed lustrami – Róże Europy
- Bielszy odcień bluesa – różni wykonawcy
- Dyskoteka Pana Jacka – różni wykonawcy
- Fala II – różni wykonawcy
- Gdynia – różni wykonawcy
- Jak punk to punk – różni wykonawcy
- Metalmania ’87 – różni wykonawcy
- Witajcie w USA – Ryszard Sygitowicz
- Miejscowi – live – T.Love
- Tilt – Tilt
- Rock ’n’ Roll – TSA
- Last Warrior – Turbo
- Czwarty raz – Urszula
- Małe Wu Wu – Voo Voo
- Na żywca – Wańka Wstańka
- Pora na seks – Piotr Zander

### zagraniczne
- Forever Your Girl – Paula Abdul (debiut)
- Blow Up Your Video – AC/DC
- Y Kant Tori Read – Tori Amos (debiut)
- State Of Euphoria – Anthrax
- Wide Awake in Dreamland – Pat Benatar
- Body Heat – Blue System
- New Jersey – Bon Jovi
- Diamonds – Her Greatest Hits – C.C. Catch
- Big Fun – C.C. Catch
- Flying Colours – Chris de Burgh
- Tracy Chapman – Tracy Chapman (debiut)
- Barcelona – Freddie Mercury
- 19 – Chicago
- Long Cold Winter – Cinderella
- Blue Bell Knoll – Cocteau Twins
- I’m Your Man – Leonard Cohen
- The Final Conflict – Conflict
- Temple of Low Men – Crowded House
- Serpent’s Egg – Dead Can Dance
- Nobody’s Perfect – Deep Purple
- Money for Nothing – Dire Straits
- Big Thing – Duran Duran
- Down in the Groove – Bob Dylan
- The Innocents – Erasure
- Out of This World – Europe
- Eazy-Duz-It – Eazy-E
- Lita – Lita Ford
- Accidentally on Purpose – Gillan & Glover
- Gipsy Kings – Gipsy Kings
- Lead Me On – Amy Grant
- GNR Lies – Guns N’ Roses
- Keeper of the Seven Keys part II – Helloween
- Radio One – Jimi Hendrix
- Seventh Son of a Seventh Son – Iron Maiden
- Revolutions – Jean-Michel Jarre
- 20 Years of Jethro Tull – Jethro Tull
- Reg Strikes Back – Elton John
- Ram It Down – Judas Priest
- Smashes, Thrashes & Hits – KISS
- Kylie – Kylie Minogue (debiut)
- Imagine: John Lennon – John Lennon (soundtrack)
- Kings of Metal – Manowar
- The Thieving Magpie – Marillion
- So Far, So Good... So What! – Megadeth
- …And Justice for All – Metallica
- The Land of Rape and Honey – Ministry
- No Sleep at All – Motörhead (album koncertowy)
- Love Hysteria – Peter Murphy
- Straight Outta Compton – N.W.A
- Tender Prey – Nick Cave and the Bad Seeds
- No Rest for the Wicked – Ozzy Osbourne
- Outrider – Jimmy Page
- Introspective – Pet Shop Boys (EP)
- Delicate Sound of Thunder – Pink Floyd
- Now and Zen – Robert Plant
- Open Up and Say...Ahh! – Poison
- Lovesexy – Prince
- Green – R.E.M.
- The Legend – Radiorama
- The Abbey Road EP – Red Hot Chili Peppers
- Talk Is Cheap – Keith Richards
- Skyscraper – David Lee Roth
- Look Sharp! – Roxette
- Savage Amusement – Scorpions
- South of Heaven – Slayer
- Dream of Life – Patti Smith
- Ultramega OK – Soundgarden
- Life’s Too Good – Sugarcubes
- Out of Order – Rod Stewart
- …Nada Como el Sol – Sting
- Naked – Talking Heads
- Spirit of Eden – Talk Talk
- The New Order – Testament
- Traveling Wilburys Vol. 1 – Traveling Wilburys
- Rattle and Hum – U2
- Ain’t Misbehavin’ – UFO
- Direct – Vangelis
- Rain Dogs – Tom Waits
- Roll with It – Steve Winwood
- OU812 – Van Halen
- This Note’s for You – Neil Young
- Guitar – Frank Zappa

## Muzyka poważna
- Powstaje For Lenny (Variation on NY, NY) Lukasa Fossa
- Powstaje Concerto No. 2 for clarinet Lukasa Fossa

## Nagrody
- Konkurs Piosenki Eurowizji 1988
  - „Ne partez pas sans moi”, Céline Dion